# Краснов, Николай Иванович (Герой Советского Союза)
Никола́й Ива́нович Красно́в (1919—2001) — полковник Советской Армии, участник Великой Отечественной войны, Герой Советского Союза (1943).

## Биография
Родился 10 декабря 1919 года в селе Воейково. После окончания неполной средней школы работал счетоводом в колхозе.
В сентябре 1939 года призван на службу в Рабоче-крестьянскую Красную Армию. С октября 1942 года — на фронтах Великой Отечественной войны. В боях два раза был ранен. К августу 1943 года сержант Н. Краснов был наводчиком орудия 5-й батареи 1852-го истребительно-противотанкового артиллерийского полка 32-й отдельной истребительно-противотанковой артиллерийской бригады 40-й армии Воронежского фронта. Отличился во время освобождения Украинской ССР.
В боях за освобождение Левобережной Украины расчёт Краснова уничтожил 7 танков и 2 штурмовых орудия противника. Во время битвы за Днепр участвовал в сражениях на плацдарме в районе села Ходоров Мироновского района Киевской области. В районе хутора Холодный Золотоношского района Черкасской области он лично уничтожил вражеский танк, прорвавшийся в тыл советским частям.
Указом Президиума Верховного Совета СССР от 24 декабря 1943 года за «образцовое выполнение боевых заданий командования на фронте борьбы с немецкими захватчиками и проявленные при этом мужество и героизм» сержант Николай Краснов был удостоен высокого звания Героя Советского Союза с вручением ордена Ленина и медали «Золотая Звезда» за номером 2350.
После окончания войны продолжил службу в Советской Армии. В 1945 году окончил Ростовское артиллерийское училище, в 1948 году — курсы усовершенствования офицерского состава. В 1968 году в звании полковника был уволен в запас. Проживал в городе Данков Липецкой области, работал в Данковском райисполкоме.
Скончался 10 октября 2001 года, похоронен на городском кладбище Данкова.
Был также награждён орденами Отечественной войны 1-й степени и Красной Звезды, рядом медалей.